# Veleropilina veleronis
Veleropilina veleronis is een Monoplacophorasoort uit de familie van de Neopilinidae. De wetenschappelijke naam van de soort is voor het eerst geldig gepubliceerd in 1963 door Menzies & Layton.